# HD 173416 b
HD 173416 b是一顆環繞天琴座紅巨星HD 173416的行星，由中國及日本的天文學家發現。
2019年12月，被命名為望舒行星。